# Парламентські вибори в Австрії 1999
Парламентські вибори в Австрії 1999 (нім. Nationalratswahl in Österreich 1999) — чергові вибори до парламенту Австрії, що відбулись 3 жовтня 1999. На цих виборах вперше на друге місце вийшла ультраправа партія — Австрійська Партія Свободи.
| Прапор Австрії | Це незавершена стаття про Австрію. Ви можете допомогти проєкту, виправивши або дописавши її. |